# Wladimir Wladimirowitsch Sofronizki

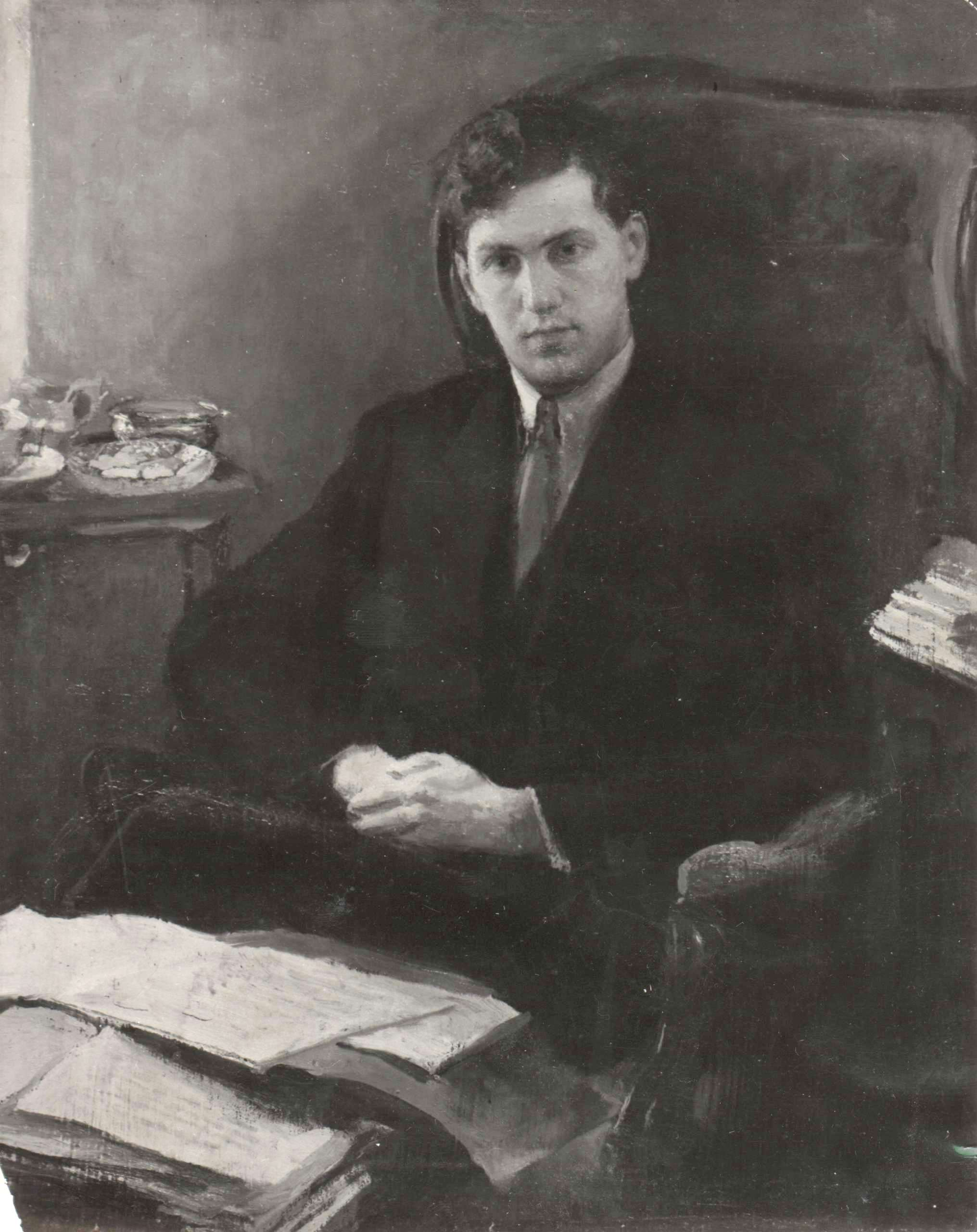
Wladimir Sofronizki (1928)

Wladimir Wladimirowitsch Sofronizki (russisch Владимир Владимирович Софроницкий, wiss. Transliteration Vladimir Vladimirovič Sofronickij; * 25. Apriljul. / 8. Mai 1901greg. in Sankt Petersburg; † 29. August 1961 in Moskau) war ein sowjetischer Pianist und Musikpädagoge. Er ist bekannt für die Interpretation der Kompositionen von Alexander Skrjabin und lehrte am Sankt Petersburger und am Moskauer Konservatorium.

## Leben

### Kindheit und Ausbildung
Wladimir Sofronizki wurde in St. Petersburg als jüngster Sohn des Ehepaars Wladimir Nikolajewitsch und Wera Aleksandrowa Sofronizki geboren. Der Vater arbeitete als Mathematik- und Physiklehrer am Smolny-Institut, die Mutter war eine Großnichte des Ikonenmalers Wladimir Borowikowski. 1903 siedelte die Familie nach Warschau über. Im Alter von sechs Jahren wurde Sofronizki Schüler der Klavierpädagogin A. W. Lebedewa-Getzewitsch. Mit zehn Jahren konzertierte er erstmals öffentlich und wurde auf Anraten von Alexander Glasunow Schüler von Aleksander Michałowski. Die Familie zog 1913 zurück nach St. Petersburg, Sofronizki blieb bis zum Ausbruch des Ersten Weltkriegs Michałowskis Schüler und reiste monatlich zu Klavierstunden nach Polen. Ab dem 16. Lebensjahr studierte er am Petrograder Konservatorium in der Klasse von Maximilian Steinberg Komposition und bei Leonid Nikolajew Klavier. Kommilitonen Sofronizkis in der Klavierklasse waren Marija Judina, Dmitri Schostakowitsch und ab 1917 Jelena Skrjabin, die älteste Tochter Alexander Skrjabins, die er 1920 heiratete. Er konzertierte bereits während seiner Studienzeit regelmäßig und erwarb sich die musikalische Anerkennung von Wassili Safonow, Nikolai Medtner, Felix Blumenfeld und Alexander Glasunow. 1921 beendete Sofronizki sein Studium erfolgreich und erhielt für sein Abschlusskonzert, das er zusammen mit Marija Judina bestritt, die höchste Auszeichnung. Schostakowitsch erinnerte sich an dieses Graduiertenkonzert, bei dem die h-Moll Klaviersonate von Franz Liszt von beiden Absolventen vorgetragen wurde „als einem der stärksten musikalischen Eindrücke seiner Jugend“.

### Karriere
Nach dem Studium avancierte Sofronizki zum gefragten Konzertpianisten, er trat häufig in seiner Heimatstadt auf und Tourneen führten ihn durch die gesamte Sowjetunion. 1928 konzertierte er in Warschau und in Paris. Sofronizki verbrachte anschließend zwei Jahre in Frankreich, seine Konzerte wurden gut besprochen aber ein internationaler Durchbruch zeichnete sich nicht ab. Anfang 1930 ging er nach Leningrad zurück und knüpfte dort nahtlos an seine Karriere an.
Anerkennung genoss Sofronizki nicht nur beim Publikum, sondern schon früh bei Musikerkollegen und Künstlern. Konstantin Igumnow, Heinrich Neuhaus, der Maler Pjotr Kontschalowski und der Dichter Kornei Tschukowski besuchten regelmäßig seine Konzerte. Wsewolod Meyerhold widmete ihm 1935 seine Produktion der Oper Pique Dame. Egon Petri und Vladimir Horowitz hoben einstimmig die pianistische Einzigartigkeit Sofronizkis hervor. Neuhaus erinnert sich rückblickend, dass er sich mit keinem Pianisten so intensiv auseinandergesetzt habe wie mit Sofronizki, und Sergei Prokofjew äußerte: „Er spielt meine ‚Sarkasmen‘ besser als sie geschrieben worden sind“.
1936 begann Sofronizki neben seiner Konzerttätigkeit am Leningrader Konservatorium zu unterrichten. In der Konzertsaison 1937/38 brachte er im Kleinen Saal des Konservatoriums einen vielbeachteten Zyklus von 12 Konzerten zum Vortag, programmatisch als Anthologie der Klavierkunst über 300 Jahre entworfen und von Dieterich Buxtehude bis zu dem zeitgenössischen sowjetischen Komponisten Boris Goltz reichend. Er erhielt dafür die Ehrendoktorwürde des Konservatoriums und wurde zum Professor berufen. Die Kriegsjahre verbrachte er unterrichtend und konzertierend – soweit es die Gegebenheiten zuließen – in Leningrad. Im Frühjahr 1942 gelang es ihm, aus der belagerten Stadt nach Moskau evakuiert zu werden, wo er sich dauerhaft niederließ. Ab November 1942 unterrichtete er als Professor am Moskauer Konservatorium; diese Position hatte er bis zu seinem Lebensende inne.
Sofronizki, Verdienter Volkskünstler der SFSR, erhielt 1943 den Stalinpreis und gestaltete das musikalische Rahmenprogramm der Potsdamer Konferenz 1945 zusammen mit Emil Gilels und Galina Barinowa. Dies war sein letzter Auftritt außerhalb der Sowjetunion.
Obwohl Skrjabin selbst Sofronizki nie spielen gehört hat, so hat Skrjabins Frau ihn gehört und ihm bestätigt, dass sein Skrjabinspiel dem des Komponisten am nächsten komme. Sofronizki ist also als einer der authentischsten Skrjabin-Interpreten anzusehen.
Einen seiner größten Erfolge hatte Sofronizki mit der Aufführung des gesamten Klavierwerks von Chopin an fünf aufeinander folgenden Tagen im Großen Konzertsaal des Moskauer Konservatoriums im November 1949.
Selbst große Pianisten wie Swjatoslaw Richter und Emil Gilels sahen zu Sofronizki auf und lernten viel von seinem Spiel, das sich keiner Schule zuordnen lässt.
Einmal, als Sofronizki Richter als Genie bezeichnete, übertrumpfte ihn Richter, der ihn einen Gott nannte. Sofronizki, der nach einer Frankreich-Tour 1929 nicht mehr im Westen auftrat, ist ein Geheimtipp für Klavierkenner in aller Welt geblieben. Die wenigen, mittlerweile etwas zahlreicher gewordenen Veröffentlichungen bestätigen seinen überragenden pianistischen Rang.
Sofronizki gab sein letztes Konzert am 9. Januar 1961 in Kleinen Saal des Moskauer Konservatoriums. Er starb krankheitsbedingt am 29. August 1961 und wurde auf dem Nowodewitschi-Friedhof beerdigt. Die russisch-kanadische Pianistin Viviana Sofronitsky ist Sofronizkis Tochter aus zweiter Ehe.

### Tonträger
Einige Aufnahmen Sofronizkis sind als CD erhältlich:
So gibt es CDs mit Schumanns erster Sonate op. 11, außerdem einige Walzer und Mazurken von Chopin. Eine CD aus dem Jahre 1986 von harmonia mundi, Arles, enthält Schuberts Klaviersonate Nr. 21 sowie Liedertranskriptionen von Franz Liszt. Des Weiteren gibt es Aufnahmen von einigen Werken Skrjabins, unter anderem die 9. und die 10. Sonate, die Etüden Op. 8 und Vers la Flamme. 2016 erschienen bei der russischen Melodiya sämtliche aus Russland überlieferten Konzertaufnahmen Sofronizkis in einer Box mit 5 CDs und einem Dokumentarfilm auf DVD. Die Aufnahmen von Sofronitsky dokumentieren die künstlerische Tätigkeit einer der intensivsten und individuellsten pianistischen Persönlichkeiten des 20. Jahrhunderts.